# You Can't Teach an Old Dog New Tricks
You Can't Teach An Old Dog New Tricks est le cinquième album studio du chanteur de blues américain Seasick Steve sorti en 2011 sur le label Play It Again Sam. En 2012, il est certifié disque de diamant par l'Independent Music Companies Association pour avoir été vendu à au moins 200 000 exemplaires en Europe.

## Liste des pistes
1. Treasures
2. You Can't Teach An Old Dog New Tricks
3. Burnin'up
4. Don't Know Why She Love Me But She Do
5. Have Mercy On The Lonely
6. Whiskey Ballad
7. Back In The Doghouse
8. Underneath A Blue And Cloudless Sky
9. What A Way To Go
10. Party
11. Days Gone
12. It's A Long Long Way

## Musiciens
- Seasick Steve – chant, guitare, banjo
- John Paul Jones – guitare basse sur You Can' Teach an Old Dog new Tricks... et Back in the Doghouse ; mandoline sur Long Long Way
- Dan Magnusson – percussions sur You Can' Teach an Old Dog new Tricks..., Burnin' Up, I Don't Know Why She Love Me But She Do, Back in the Doghouse, Party, Days Gone et It's a Long Long Way
- Paul Martin Wold – washboard, backing vocals et sifflement sur Whiskey Ballad
- Georgina Leach – fiddle sur Treasures et Long Long Way
- The Lyndhurst Rabble Choir – It's a Long Long Way